# Szczob (920 m)
Szczob (słow. Grúnik) – szczyt znajdujący się w grzbiecie łączącym Beskid Sądecki z Małymi Pieninami poprzez przełęcz Rozdziele. Na odcinku od Przełęczy Gromadzkiej do przełęczy Rozdziele wyróżnia się w nim kolejno 4 bardzo niewybitne szczyty: Kobylarka (935 m), Hurcałki (938 m), przełęcz Siemieniówki, Syhła (935 m) i Szczob (920 m). Grzbietem tym biegnie granica polsko-słowacka, na szczycie Szczoba znajduje się słupek graniczny nr 69/2. Stoki zachodnie (polskie) opadają do doliny potoku Biała Woda, stoki wschodnie (słowackie) do doliny potoku Wielki Lipnik. Na słowackich stokach Szczoba znajdują się odkryte skałki wapienne i trudna do odszukania, oraz nieudostępniona dla turystów Jaskinia Lodowa Litmanowska.
Szczob jest porośnięty lasem, ale z bezleśnych stoków nad przełęczą Rozdziele rozpościera się rozległa panorama widokowa na Pieniny, Tatry i Pasmo Radziejowej. Prowadzi przez niego znakowany szlak turystyczny.
Nazwa Szczob jest dość rozpowszechniona na terenach zamieszkałych przez Łemków. W języku Bojków (górale łemkowscy) słowo szczowb oznacza wierzchołek góry. Na mapie Geoportalu na obszarze Polski jest 40 szczytów i wzgórz o nazwie Szczob.
Polskie stoki Szczoba należą do wsi Jaworki w województwie małopolskim, w powiecie nowotarskim, w gminie miejsko-wiejskiej Szczawnica, słowackie do wsi Litmanowa.

## Szlaki turystyki pieszej
odcinek: przełęcz Rozdziela – Szczob – Syhła – Hurcałki – Gromadzka Przełęcz. Czas przejścia: 1:20 h, 1:15 h